# Martensopoda minuscula
Martensopoda minuscula is een spinnensoort in de taxonomische indeling van de jachtkrabspinnen (Sparassidae).
Het dier behoort tot het geslacht Martensopoda. De wetenschappelijke naam van de soort werd voor het eerst geldig gepubliceerd in 1934 door Eduard Reimoser.